# Oscillator
Oscillator è il terzo EP del gruppo musicale statunitense Information Society, pubblicato il 19 marzo 2007 online e il 21 giugno successivo su CD.

## Tracce

### Versione Internet
1. Back in the Day
2. Back in the Day (Kasino Mix)
3. Back in the Day (Electro Roots Mix)
4. Back in the Day (Kain & Arvy Mix)
5. I Like The Way You Werk It
6. Great Big Disco World (Live) (feat. Vitamin C)

### Versione CD
1. Back in the Day
2. I Like The Way You Werk It
3. Great Big Disco World
4. Back in the Day (Electro Roots Mix)
5. I Like The Way You Werk It (Kain and Arvy Mix)
6. Back in the Day (Kasino Mix)
7. Back in the Day (Kain & Arvy Mix)